# 周俊军
周俊军（1972年—），江西瑞昌人，汉族，中华人民共和国政治人物、第十二届全国人民代表大会江西地区代表。
毕业于九江学院化学专业。加入中国共产党。2013年，担任全国人大代表。